# Tonalea
Tonalea é uma Região censo-designada localizada no estado americano de Arizona, no Condado de Coconino.

## Demografia
Segundo o censo americano de 2000, a sua população era de 562 habitantes.

## Geografia
De acordo com o United States Census Bureau tem uma área de
25,0 km², dos quais 25,0 km² cobertos por terra e 0,0 km² cobertos por água. Tonalea localiza-se a aproximadamente 1724 m acima do nível do mar.

## Localidades na vizinhança
O diagrama seguinte representa as localidades num raio de 56 km ao redor de Tonalea.